# Ochrona przed wyciekami informacji
Ochrona przed wyciekami informacji (ang. DLP – Data Leak/Leakage/Loss Protection/Prevention) – ogólna nazwa technologii informatycznych wspomagających ochronę danych w postaci elektronicznej przed kradzieżą lub przypadkowymi wyciekami.
Systemy DLP wdraża się w organizacjach przetwarzających informacje podlegające ochronie z powodów biznesowych (tajemnica przedsiębiorstwa) lub prawnych (osobowe, dane wrażliwe, finansowe, zdrowotne), a których ujawnienie może narazić organizację na odpowiedzialność karną, cywilną lub innego rodzaju straty. Wdrożenia DLP służą najczęściej realizacji prawnych lub branżowych wymogów ochrony danych osobowych i finansowych (PCI DSS).
Systemy DLP mogą wykorzystywać wiele technik do kontroli przepływu informacji:
- wykrywanie danych wrażliwych w ruchu sieciowym w sposób podobny jak systemy wykrywania włamań lub w plikach zapisywanych na nośniki zewnętrzne w sposób podobny do programów antywirusowych;
- klasyfikacja i przypisanie wag plikom w lokalnym systemie na podstawie zawartości danych wrażliwych, a następnie kontrolowanie przesyłania tych plików przez sieć lub zapisywania ich na nośniki zewnętrzne,
- blokowanie zapisu na nośniki zewnętrzne w ogóle,
- transparentne szyfrowanie i deszyfrowanie wrażliwych dokumentów tak, by nigdy nie opuszczały one organizacji w formie niezaszyfrowanej, zaś wewnątrz niej były czytelne tylko dla osób uprawnionych (systemy zarządzania prawami do informacji – IRM).